# Chata pri Popradskom plese
Die Chata pri Popradskom plese (wörtlich Hütte am Poppersee; älter Horský hotel pri Popradskom plese) ist eine Berghütte und früher Berghotel in der slowakischen Hohen Tatra. Sie liegt am Nordufer des Bergsees Popradské pleso (deutsch Poppersee) im Mittelteil des Tals Mengusovská dolina (deutsch Mengsdorfer Tal), auf einer Höhe von 1495 m n.m.

## Geschichte

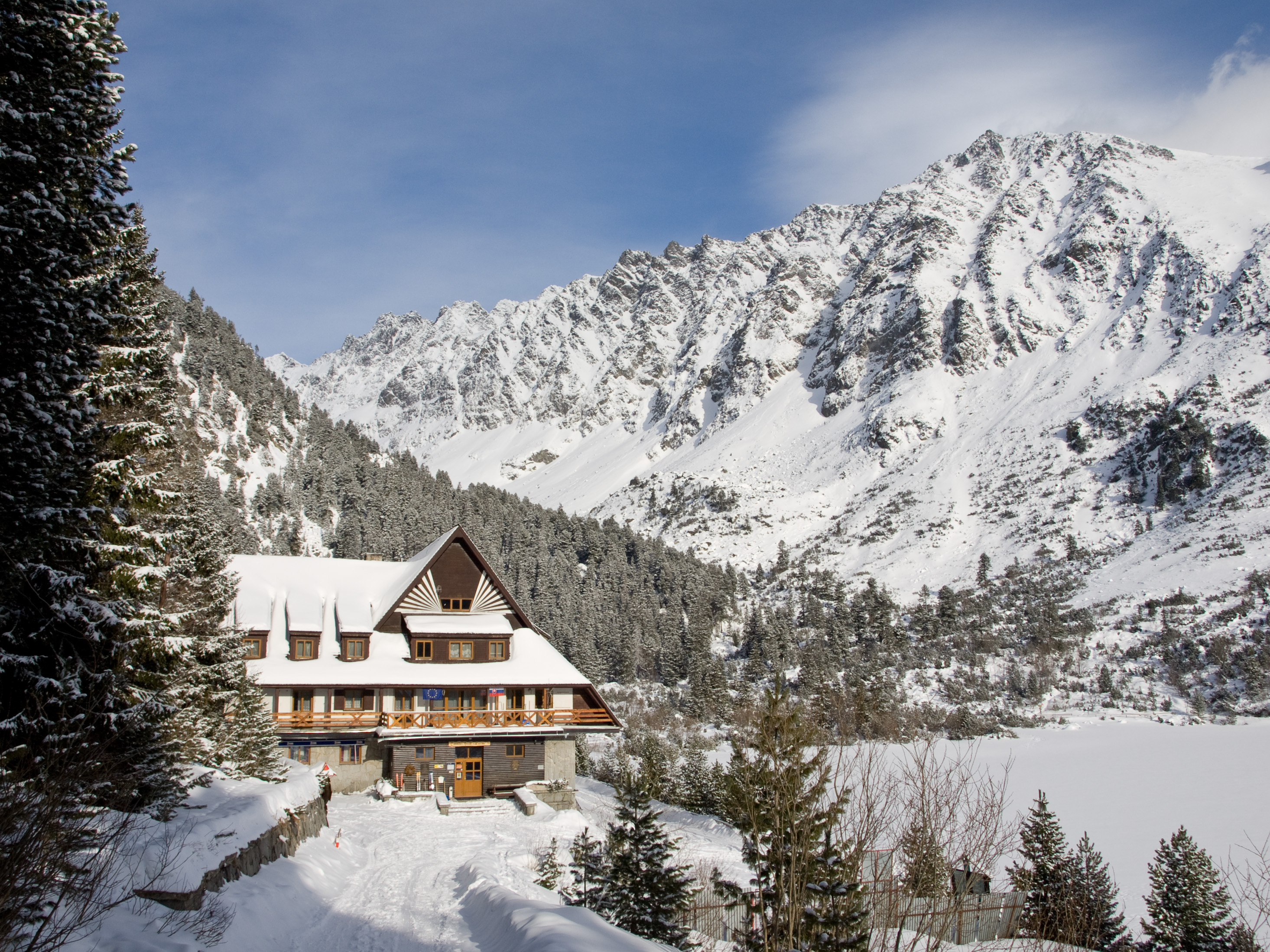
Die Hütte im Winter

Historisch folgt die Hütte auf die frühere Majláthhütte (slowakisch Majláthova chata), die später Popperseehütte (slowakisch Popradská chata oder Chata pri Popradskom plese) genannt wurde. Die erste Hütte wurde 1879 gebaut und bestand in drei weiteren Bauformen bis 1964. Als sich dort in den 1950er Jahren ein schlechter Bauzustand abzeichnete, entschied sich man, ein Berghotel nach Plänen der Architekten Ladislav Bauer und Ferdinand Čapka zu errichten. Der Bau begann 1958 und wurde in den frühen 1960er Jahren fertiggestellt. Das Berghotel hatte Platz für 110 Gäste und beherbergte ein Restaurant und eine Bar. Doch das Berghotel erwies sich als ungeeignet, daher erhielt das Bauobjekt nach einem späteren Umbau den Charakter einer Berghütte.

## Touristische Erschließung
Die Chata pri Popradskom plese liegt auf dem rot markierten Wanderweg Tatranská magistrála auf der Teilstrecke von Štrbské Pleso zum Berghotel Sliezsky dom, unweit verläuft ein blau markierter Weg von der Haltestelle Popradské Pleso der Elektrischen Tatrabahn zum Bergsee Veľké Hincovo pleso und Sattel Vyšné Kôprovské sedlo, mit einem Abzweig zum Berg Rysy auf einem rot markierten Weg. Von Štrbské Pleso heraus führt parallel zur Tatranská magistrála ein grün markierter Wanderweg. Die Gegend ist auch über eine Asphaltstraße erreichbar, diese ist jedoch nur mit einer Genehmigung zu befahren.